# Sociale woningbouw
Sociale woningbouw of socialewoningbouw is een vorm van gesubsidieerde bouw van woningen die bedoeld zijn om zonder winstoogmerk te verhuren aan mensen die niet in staat zijn om zelfstandig een woning te kopen of te huren op de vrije markt. Het gaat dus om mensen met een te laag inkomen of particulier vermogen om een woning te huren in de 'vrije sector' (in Nederland: met een huur boven de liberalisatiegrens) of om (met eigen geld of een hypothecaire lening) een koopwoning te kopen.

## Nederland

### Hofjes

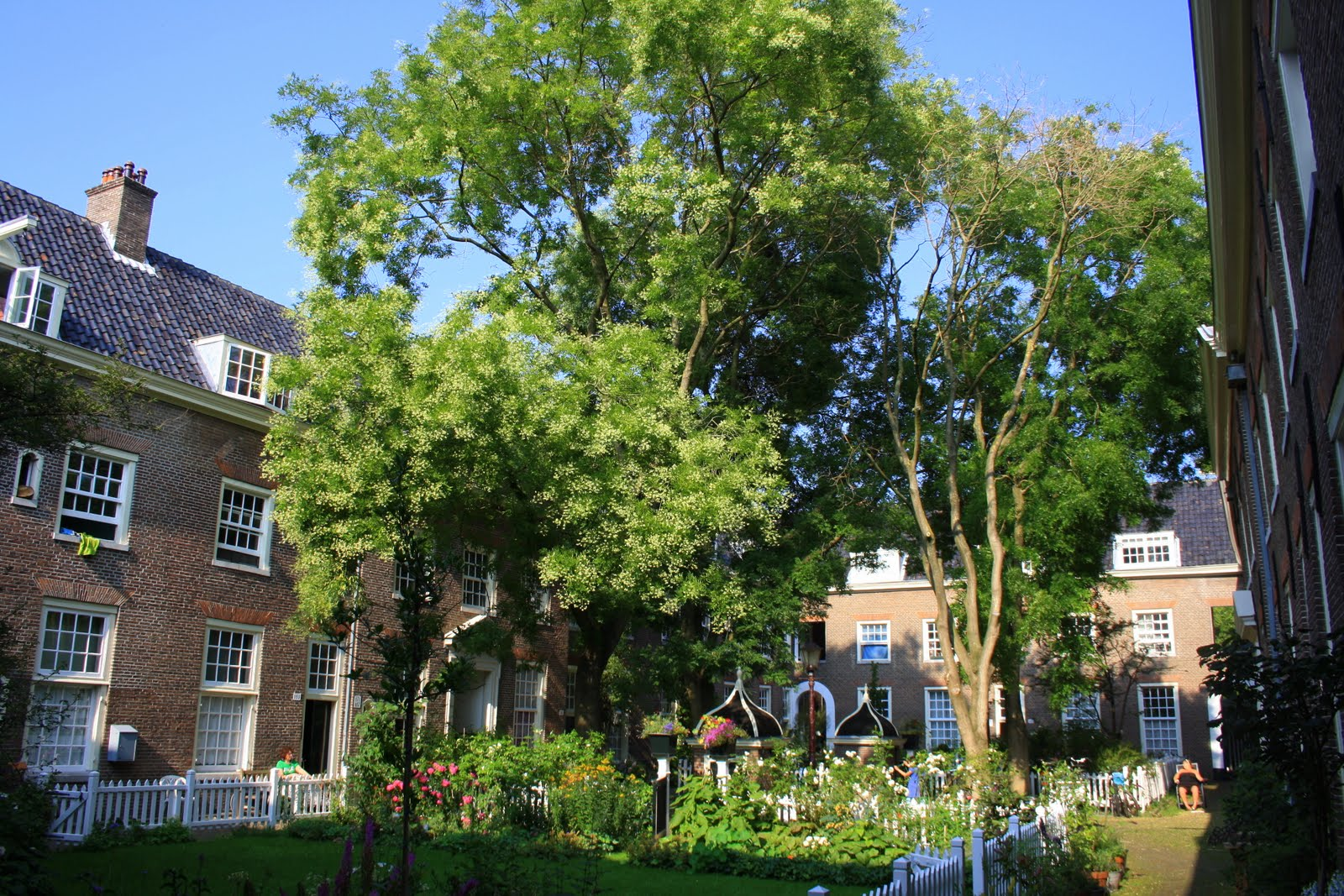
Karthuizerhof in Amsterdam, sociale woningbouw sinds 1650, nu verhuurd door woningcorporatie Ymere

Tot de vroegste vormen van sociale woningbouw mogen wellicht de hofjes worden gerekend, die welgestelde leden van de adel, vooraanstaande kooplieden en andere elite lieten bouwen voor de huisvesting van armen, zieken en weduwen vanaf de 13e eeuw. Er was veelal een sociaal, filantropisch of moreel motief, terwijl bepaald eigenbelang ook een rol speelde, zoals status of de verwachting dat men met dergelijke liefdadigheid een betere plek in het hiernamaals kon verkrijgen. Voorbeelden van dergelijke hofjes zijn het Huiszittenweduwenhof en het Hofje De Zeven Keurvorsten in de Amsterdamse volksbuurt De Jordaan.

### Woningbouwvereniging
Georganiseerde sociale woningbouw kwam langzaam op gang met de oprichting van de eerste woningbouwvereniging in Nederland, de Vereeniging ten behoeve der Arbeidersklasse te Amsterdam in 1852. Het voorbeeld werd in Amsterdam en in veel andere steden gevolgd door andere particulieren die bouwmaatschappijen oprichtten of hun krachten bundelden in woningbouwverenigingen om arbeiderswoningen te bouwen. Het kon echter geen einde maken aan de woningnood en schrijnende leefomstandigheden aan de onderkant van de samenleving, vooral in de grote steden.

### Overheid
De volkshuisvesting kreeg landelijk een impuls toen de overheid er zich intensief mee ging bemoeien na de inwerkingtreding van de eerste Woningwet en Gezondheidswet in 1902, waardoor eisen aan woningen werden gesteld. In vrijwel elk dorp en elke stad werden in de decennia daarna nieuwe woonwijken met woningwetwoningen gebouwd.

### Restricties
Woningcorporaties moeten ten minste 80% van hun vrijgekomen sociale huurwoningen toewijzen aan huishoudens met een gezamenlijk verzamelinkomen tot € 36.798 (prijspeil 2018). Voor 10% van de toewijzingen is er tot 2021 ruimte tot € 41.056 (prijspeil 2018). Het vermogen is niet rechtstreeks van belang, het is alleen van belang via de vermogensrendementsheffing. 10% mag naar de hogere inkomens, waarbij urgent woningzoekenden voorrang hebben, bijvoorbeeld mensen die een fysieke beperking hebben gekregen of vanwege herstructurering geherhuisvest moeten worden. De wijze waarop is toegewezen maakt deel uit van de verantwoordingsgegevens op grond van de Woningwet.
Dit is de Nederlandse implementatie van de Europese regelgeving volgens welke staatssteun voor sociale huisvesting alleen is toegestaan voor "achterstandsgroepen of sociaal kansarme groepen welke, door solvabiliteitsbeperkingen, geen huisvesting tegen marktvoorwaarden kunnen vinden".
Een woningcorporatie mag niet meer staatssteun ontvangen dan noodzakelijk. Wanneer een woningcorporatie meer staatssteun ontvangt dan noodzakelijk (overcompensatie) moet de overcompensatie worden terugbetaald. De vaststelling van de omvang van de overcompensatie kan pas plaatsvinden als er sprake is van een administratieve scheiding tussen de activiteiten waarvoor staatssteun is toegestaan (waaronder maatschappelijk vastgoed) en overige activiteiten. Dat maakt onderdeel uit van de in 2015 herziene Woningwet.
Naast de landelijke/Europese regels kan er per gemeente of groep van gemeenten ook nog een huisvestingsverordening zijn. Deze regels gelden aanvullend voor woningcorporaties, en ook voor andere eigenaren. Ze kunnen ook betrekking hebben op woningen met een huur boven de liberalisatiegrens (€ 737,14 per maand in 2020), en/of inkomensgrenzen hanteren boven de € 41.056.

## België
Overheidsbeleid inzake sociale huisvesting gaat in België terug tot de Wet arbeidershuisvesting van 9 augustus 1889.
Sedert de staatshervormingen van eind 20e eeuw zijn de gewesten bevoegd voor de sociale huisvestingsmaatschappijen:
- in het Brussels Gewest is dat de Brusselse Gewestelijke Huisvestingsmaatschappij (BGHM)[8]
- in het Vlaams Gewest zorgt de Vlaamse Maatschappij voor Sociaal Wonen (VMSW)[9] voor sociaal wonen
- in het Waals Gewest is de Société Wallonne du Logement (SWL)[10] bevoegd.

## Internationaal
Housing Europe is de Europese Federatie van publieke, coöperatieve & sociale huisvesting. Sinds 1988 is het een netwerk van 45 nationale en regionale federaties en 16 partnerorganisaties in 31 landen in Europa, die samen ongeveer 25 miljoen woningen beheren, ongeveer 11% van de bestaande woningen in Europa. De federatie publiceert een reeks rapporten, waaronder het tweejaarlijkse State of the Housing in Europe, en organiseert een International Social Housing Festival. 
Internationaal is de International Federation for Housing and Planning actief.